# Исаков, Юрий Фёдорович
Ю́рий Фёдорович Иса́ков (28 июня 1923 года, Ковров, Владимирская область, РСФСР — 4 августа 2016 года) — советский и российский хирург, доктор медицинских наук, академик АМН СССР (1975), академик РАН (2013), лауреат Государственной премии Российской Федерации (1999), лауреат двух Государственных премий СССР. Главный детский хирург СССР (1966), заместитель министра здравоохранения СССР (1981—1987).

## Биография
Участвовал в Великой Отечественной войне, в боях был ранен, проявлял отвагу и мужество, был награждён орденами и медалями.
В 1951 году окончил лечебный факультет 2-го Московского медицинского института, в 1953 году — клиническую ординатуру на кафедре детской хирургии, затем поступил в аспирантуру по детской хирургии той же кафедры 2-го Московского медицинского института.
В 1955 году защитил свою кандидатскую диссертацию под названием «Внутривенная и внутрикостная анестезия при операциях на конечностях у детей».
В 1963 году защитил докторскую диссертацию под названием «Болезнь Гиршпрунга у детей (патогенез, клиника, лечение)». В 1964 году ему было присвоено ученого звания профессора.
В 1966 году был избран заведующим кафедрой хирургических болезней детского возраста 2-го Московского медицинского института, а вскоре был назначен главным детским хирургом Министерства здравоохранения СССР.
По его инициативе был создан Всесоюзный детский хирургический центр.
В 1966 году по инициативе министра Бориса Петровского занял должность руководителя Главного управления учебных заведений Министерства здравоохранения СССР. Под его руководством был проведён ряд прогрессивных реформ, значительно улучшающих педагогический процесс, подготовку кадров врачей по общим врачебным специальностям, был введена двухгодичная специализация, изменяются учебные планы.
Большое внимание уделял хирургии новорождённых, постепенно создавая из неё отдельный раздел хирургии. Ему удалось внедрить множество новшеств, разработать новые методы ведения операций и лечения.
С 1981 года по 1987 год — заместитель министра здравоохранения СССР. На этом посту продолжал активно заниматься научной деятельностью.
С 1989 года — вице-президент АМН СССР (затем РАМН), в 1994 году был переизбран. С 1993 года — главный внештатный хирург Министерства здравоохранения России, занимал эту должность до 2005 года.
Являлся председателем Президиума Российской Ассоциации детских хирургов, главным редактором основанного по его инициативе журнала «Детская хирургия», председателем Бюро научного Совета по детской хирургии Министерства здравоохранения и социального развития РФ и РАМН, советник Президиума РАМН.
Похоронен на Троекуровском кладбище Москвы на участке 25 .

## Труды
Автор более 360 научных работ, из них 22 монографии и руководств, 7 учебников и учебных пособий. Имел патенты на 12 изобретений.
Библиография:
- Ю.Ф.Исаков. Детская хирургия. — Москва: Медицина, 1983.
- Ю.Ф.Исаков и коллектив авторов. Лечение ран у детей. — Москва: Медицина, 1990.
- Ю.Ф.Исаков и коллектив авторов. Абдоминальная хирургия у детей : Руководство. — Москва: Медицина, 1988.
- Ю.Ф.Исаков и коллектив авторов. Здравоохранение и подготовка врачебных кадров в СССР. — Москва: Медицина, 1980.
- Ю.Ф.Исаков и коллектив авторов. Гнотобиология в хирургии. — Москва: Медицина, 1982.
- Ю.Ф.Исаков и коллектив авторов. Инфузионная терапия и парентеральное питание в детской хирургии. — Москва: Медицина, 1985.
- Ю.Ф.Исаков и коллектив авторов. Ошибки и опасности в хирургии пищевого канала у детей. — Киев: Здоров’я, 1980.

Изобретения:
- Способ лечения ран
- Способ диагностики функционального состояния кишечной стенки
- Операционный изолятор
- Устройство для реанимации новорожденных
- Способ лечения асептического некроза костной ткани

## Награды и звания
- Орден «За заслуги перед Отечеством» II степени (2003)
- Орден «За заслуги перед Отечеством» III степени (1998)
- Орден Дружбы Народов (27 мая 1993 года) — за большой вклад в развитие медицинской науки и подготовку высококвалифицированных научных кадров для отечественного здравоохранения[3]
- Орден Октябрьской Революции (1990 год)
- Орден Трудового Красного Знамени (1971 год)
- Орден Отечественной войны I степени
- Орден «Знак Почёта» (1961 год)
- Государственная премия Российской Федерации (1999 год) — за цикл работ «Эндоваскулярная хирургия»
- Государственная премия СССР (1979 год) — за разработку методов оперативного лечения врождённых и приобретённых болезней у детей раннего возраста
- Государственная премия СССР (1985 год) — за разработку м внедрение в клиническую практику новых методов проведения операций с использованием магнито-механических систем при заболеваниях желудочно-кишечного тракта и деформациях грудной клетки
- Премия Правительства Российской Федерации (1996 год)
- Премия имени А. Н. Бакулева (2006) — «за выдающийся личный вклад в развитие детской хирургии»
- Медаль «За отвагу»
- Медаль «За оборону Ленинграда»
- Медаль «За победу над Германией в Великой Отечественной войне 1941—1945 гг.»
- Заслуженный деятель науки РСФСР (1974 год)
- Благодарность Президента Российской Федерации (17 июня 2008 года) — за большой вклад в развитие медицинской науки и здравоохранения[4]
- Нагрудный знак «Изобретатель СССР» — за внедрение изобретения созданного после 20 августа 1973 года
- Национальная премия «Призвание»[5] (2004) в номинации «За верность профессии»
- Почётный профессор Российского научного центра хирургии РАМН
- Почетный профессор Ярославской государственной медицинской академии (2003 год)
- Почетный заведующий кафедрой хирургических болезней детского возраста с курсами эндоскопической хирургии и детской урологии и андрологии ФУВ (РГМУ на базе ДГКБ № 13 им. Н. Ф. Филатова)
- другие награды